# Wolfe Island (Ontario)
Wolfe Island è un'isola canadese della Provincia dell'Ontario, situata nei pressi di Kingston. È l'isola più grande dell'arcipelago delle Thousand Islands.
L'isola è lunga circa 29 km larga 9 (anche se in alcuni punti è larga poche centinaia di metri) e la sua superficie raggiunge i 124 km². La popolazione è di circa 1.400 abitanti, ma questa cifra può anche raddoppiare o triplicare nei mesi estivi.
Quest'isola è raggiungibile in traghetto sia dal Canada che dagli Stati Uniti.

## Fauna
In inverno l'animale più presente è la civetta delle nevi. L'isola è anche un luogo di migrazione di uccelli.